# Глорија Стјуарт
Глорија Стјуарт (енгл. Gloria Stuart; Санта Моника, 4. јул 1910 — Лос Анђелес, 26. септембар 2010) је била америчка глумица, популарна 1930-их година. Касну популарност јој је донела улога старе Роуз у остварењу Титаник из 1997. године.